# Ledce

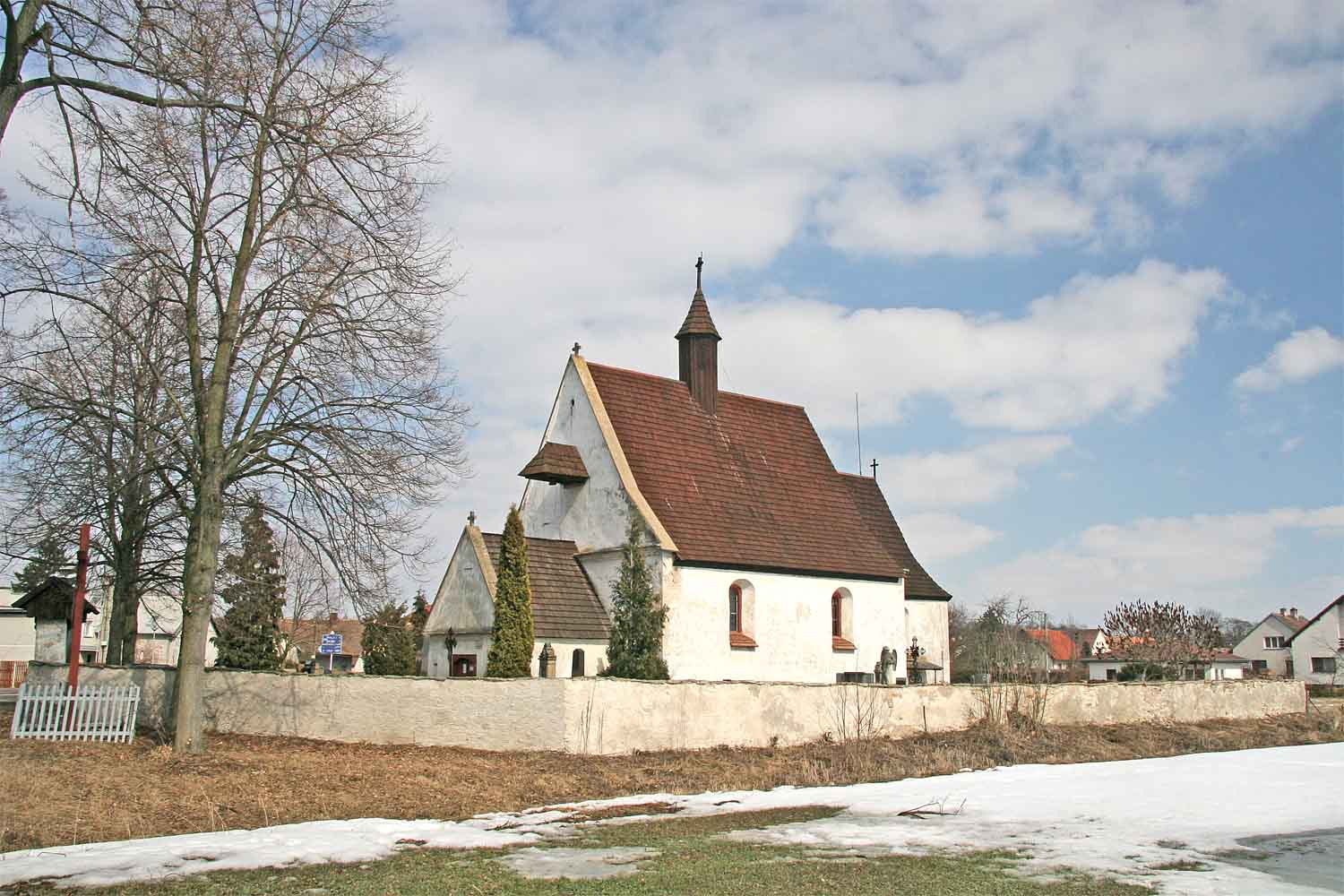
Kirche St. Maria Magdalena

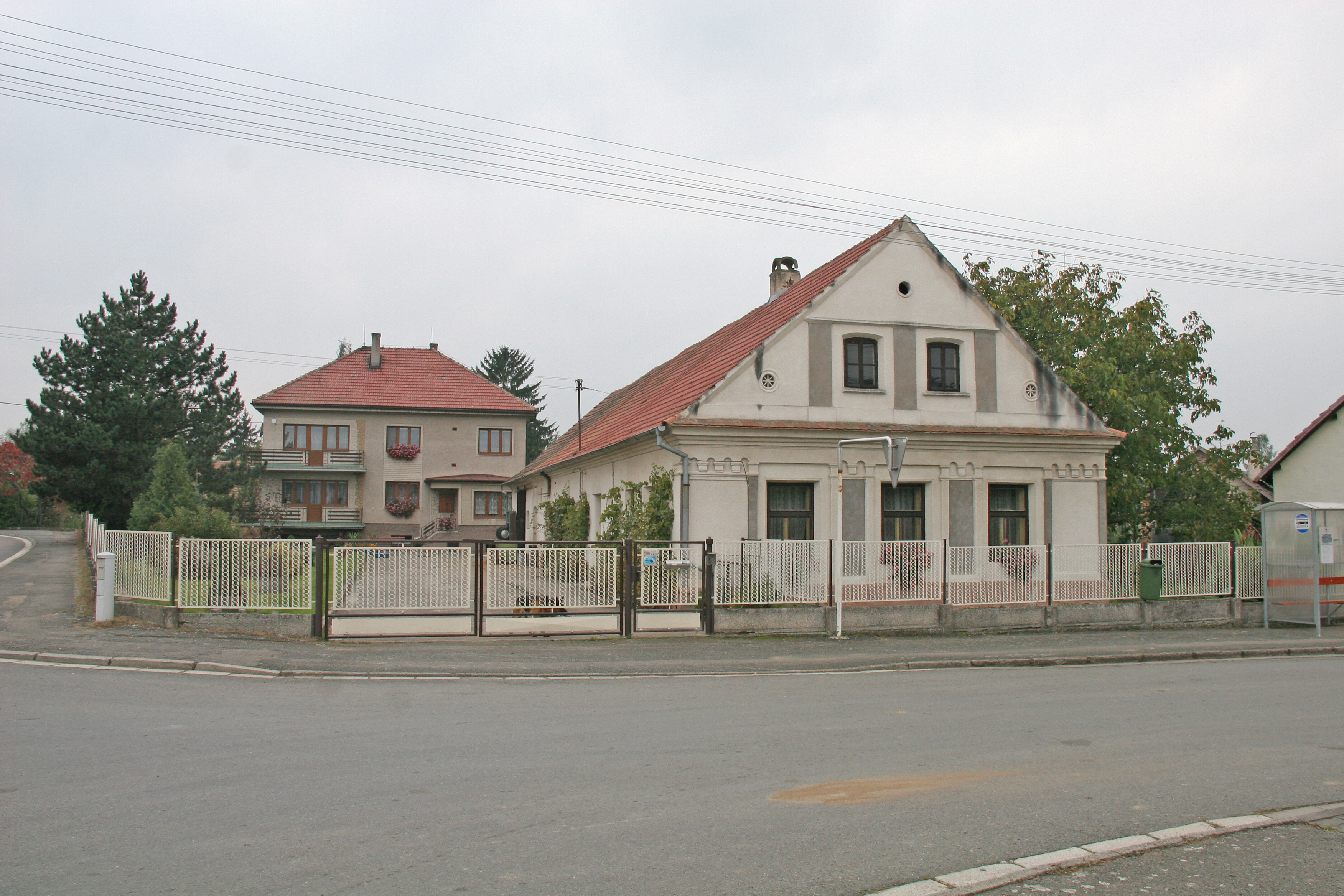
Haus Nr. 2

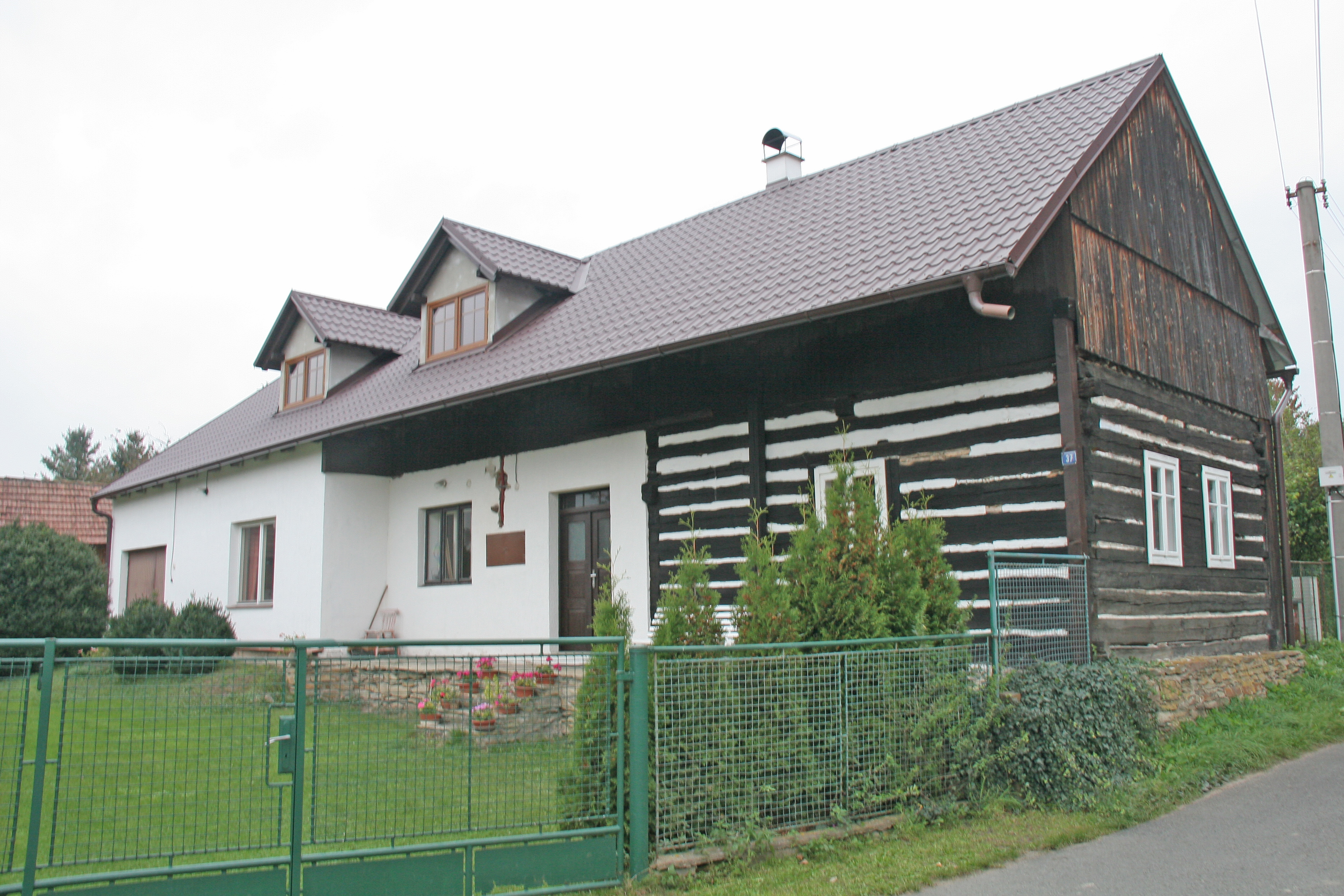
Haus Nr. 37

Ledce (deutsch Ledetz) ist eine Gemeinde in Tschechien. Sie liegt 15 Kilometer östlich des Stadtzentrums von Hradec Králové und gehört zum Okres Hradec Králové.

## Geographie
Ledce befindet sich linksseitig des Flüsschens Dědina an der Einmündung des Baches Chropotínský potok auf der Černilovská tabule (Czernilower Tafel). Durch den Ort führt die Straße II/298 zwischen Třebechovice pod Orebem und Opočno. Östlich des Dorfes verläuft die Bahnstrecke Choceň–Meziměstí. Nördlich erheben sich der Sruby (268 m n.m.) und die Horka (274 m n.m.), westlich der Šachovec (287 m n.m.) und nordwestlich die Vackovská (317 m n.m.).
Nachbarorte sind Klášter nad Dědinou, Břekel und Městec im Norden, Očelice und Přepychy im Nordosten, Vojenice und Houdkovice im Osten, Bolehošť und Újezdec im Südosten, Týniště nad Orlicí, Petrovice und Petrovičky im Süden, Bědovice, Mitrov und Polánky nad Dědinou im Südwesten, Jeníkovice im Westen sowie Libníkovice und Vysoký Újezd im Nordwesten.

## Geschichte
Funde von Steinwerkzeugen aus dem Neolithikum um 5.800 v. Chr. belegen eine frühzeitliche Besiedlung des Gemeindegebietes. Im Mittelalter führte mit dem Habelschwerdter Steig (Bystřická stezka) durch die Gegend ein bedeutsamer Handelsweg von Königgrätz über Deschney in das Tal der Glatzer Neiße. Unweit dieses Steiges wurde in der Mitte des 12. Jahrhunderts das Kloster Heiligenfeld angelegt; 1420 wurde es durch die Königgrätzer Orebiten unter Aleš Vřešťovský von Riesenburg zerstört.
Die Wasserfeste Ledec wurde wahrscheinlich im 14. Jahrhundert angelegt und 1450 als Sitz des Oldřich Červenka von Ledec erstmals urkundlich erwähnt. Es ist zweifelhaft, ob das Gut Ledec jemals Teil der Heiligenfelder Besitzung war. Nachdem Oldřich Červenka 1454 nach Polen gezogen war, um in den Dienst des Deutschen Ordens zu treten, und nicht mehr zurückkehrte, bemächtigte sich wahrscheinlich Jan Kolda von Žampach des herrenlos gewordenen Gutes. Die nächste Erwähnung der Feste erfolgte 1482 als Besitz des Daniel Šárovec von Šárov; wie sie der aus dem südmährischen Šarovy entstammende Vladike erlangt hatte, ist nicht überliefert. Daniel Šárovec vererbte das Gut seinen Söhnen Petr und Jan. Petr Šárovec von Šárov († um 1537) setzte 1528 die Söhne seines Bruders als Erben für das Gut und die Feste Ledec ein. Er ließ bei Ledec die neue Feste Srub errichten. Später war die Feste Srub der Sitz seiner minderjährigen Neffen Václav, Jan und Daniel. Jan und Daniel Šárovec von Šárov teilten 1547 das Gut Ledec unter sich auf; dabei erhielt Daniel die Feste Srub mit zwei Höfen und zwei Dörfern. Daniel Šárovec verstarb wahrscheinlich ohne Nachkommen, vor 1587 sind seines Bruders Jans Söhne Jindřich und Vilém Jakub und ab 1589 Jindřich Šárovec und dessen Frau Magdalena von Chod als Besitzer des Gutes Srub nachweislich. Nach Jindřichs Tod erfolgte 1599 eine erneute Erbteilung zwischen dessen Söhnen Mikuláš Rolenc und Jan Václav, wobei letzterer seinen Sitz auf der Feste Srub hatte. Jan Václav Šárovec von Šárov wurde 1606 nach dem Tode seines Bruders alleiniger Besitzer des Gutes Ledec, in diesem Zusammenhang erfolgte auch die letzte Erwähnung der Feste Srub. 1612 verkaufte er das Gut mit den Dörfern Stránka und Dolní Polánka an den Besitzer der Herrschaft Opočno, Jan Rudolf Trčka von Lípa. Die Feste Srub erlosch danach. Nach dem Tode von Jan Rudolf Trčka von Lípa wurde die Herrschaft Opočno durch König Ferdinand II. konfisziert und 1635 an die Brüder Hieronymus und Rudolf von Colloredo-Waldsee verpfändet. Später folgten die Grafen Colloredo-Mannsfeld, die die Herrschaft bis zur Mitte des 19. Jahrhunderts besaßen. 1835 nahm beim Ledetzer Meierhof die erste Zuckerfabrik in Ostböhmen den Betrieb auf.
Im Jahre 1836 bestand das im Königgrätzer Kreis gelegene Dorf Ledetz aus 35 Häusern, in denen 197 Personen, darunter 123 Protestanten, lebten. Im Ort befanden sich die der Pfarrei Hohenbruck zugewiesene katholische Filialkirche St. Magdalena, ein verpachteter Meierhof und ein Jägerhaus. Das gegenüber von Ledetz am rechten Ufer der Diedina gelegene Dorf Stranka bestand aus 12 Häusern, in denen 59 Personen, darunter 41 Protestanten, lebten und war ebenfalls nach Hohenbruck eingepfarrt. Das evangelische Bethaus befand sich in Kloster. Bis zur Mitte des 19. Jahrhunderts blieben beide Dörfer der Herrschaft Opotschno untertänig.
Nach der Aufhebung der Patrimonialherrschaften bildete Ledce ab 1849 mit den Ortsteilen Stránka und Újezdec eine Gemeinde im Gerichtsbezirk Königgrätz. Ab 1868 gehörte die Gemeinde zum Bezirk Königgrätz. 1870 stellte die Zuckerfabrik Ledce den Betrieb ein. Seit den 1870er Jahren führte die Gemeinde den Namen Ledec. 1892 erfolgte die Gründung der Freiwilligen Feuerwehr und einer Ortsgruppe des Sokol. Im Jahre 1904 wurde die Gemeinde dem Gerichtsbezirk Opočno und dem Bezirk Neustadt an der Mettau zugeordnet. Stránka verlor dabei den Status eines Ortsteils. 1920 brach in der Gemeinde die Maul- und Klauenseuche aus, wenig später folgte eine Rötelepidemie; im Mai ertranken zwei Kinder während eines Sturzregens auf dem Heimweg von der Schule in Vysoký Újezd. Auf Anordnung der Linguistischen Kommission in Prag wurde 1921 der Ortsname in Ledce abgeändert. Am 14. Juni 1931 fand in Ledce das Bezirksturnfest des Sokol statt, dabei brannte der Meierhof ab.
1949 wurde Ledce dem Okres Dobruška zugeordnet. Im Jahre 1954 erfolgte der Bau einer neuen Brücke über die Dědina zwischen Ledce und Stránka. Die Gründung der JZD Ledce erfolgte 1956. Im selben Jahr nahm die Buslinie Deštné v Orlických horách – Hradec Králové den Verkehr auf. Im Zuge der Gebietsreform von 1960 wurde der Okres Dobruška aufgehoben und die Gemeinde dem Okres Rychnov nad Kněžnou zugeordnet, zugleich erfolgte die Eingemeindung von Klášter nad Dědinou. In den Jahren 1966–1967 wurde die Dědina reguliert. Die JZD Ledce wurde 1975 mit weiteren JZD zur JZD „Vítězný únor“ mit Sitz in Bolehošť vereinigt.
Nach zehnstündigem Landregen überflutete der Chropotínský potok am Morgen des 23. Juli 1998 den oberen Teil von Ledce. Nachdem die Hochwasserführung des Baches wieder zurückgegangen war, trat am Abend die Dědina über die Ufer und überflutete 16 Häuser. In den frühen Morgenstunden des 24. Juli 1998 erfolgte die Evakuierung der tiefer liegenden Teile des Dorfes, die wenig später unter Wasser standen.
Die Gemeinden Běleč nad Orlicí, Blešno, Jeníkovice, Jílovice, Ledce, Očelice, Třebechovice pod Orebem und Vysoký Újezd gründeten im Oktober 1999 die „Mikroregion Třebechovicko“. Am 30. Juni 2003 hatte die Gemeinde 309 Einwohner; davon lebten 235 in Ledce, 42 in Klášter nad Dědinou und 32 in Újezdec. Zum 1. Januar 2007 wurde die Gemeinde dem Okres Hradec Králové zugeordnet.
Seit 1978 findet jährlich Ende Juni im Löschwasserteich der Wettbewerb Ledecká lávka mit unkonventionellen Wassersportarten statt.

## Gemeindegliederung
Die Gemeinde Ledce besteht aus den Ortsteilen Klášter nad Dědinou (Kloster an der Diedina), Ledce (Ledetz) und Újezdec (Aujestetz). Zum Ortsteil Ledce gehört die Ortslage Stránka (Stranka).
Das Gemeindegebiet gliedert sich in die Katastralbezirke Klášter nad Dědinou und Ledce.

## Sehenswürdigkeiten
- Gotische Kirche der hl. Maria Magdalena, errichtet im 16. Jahrhundert von den Vladiken Šárovec von Šárov. Im Jahre 1614 ließ Jan Rudolf Trčka von Lípa die Kirche instand setzen und teilweise umbauen.
- Kirche Johannes des Täufers in Klášter nad Dědinou
- Evangelische Kirche in Klášter nad Dědinou
- Naturreservat Chropotínský háj, das östlich von Ledce an der Bahnstrecke gelegene 18,7 ha große Wäldchen ist seit 1955 unter Schutz gestellt.